# Краснохолмское сельское поселение
Краснохо́лмское се́льское поселе́ние — упразднённое муниципальное образование в Шиловском районе Рязанской области Российской Федерации. Административный центр — село Красный Холм.

## Географическое положение
Краснохолмское сельское поселение расположено на юго-западе Шиловского района Рязанской области. На востоке Краснохолмское сельское поселение граничит с территорией Путятинского района и Ибредского сельского поселения, на севере — с Задубровским и Мосоловским сельскими поселениями, на западе — с Лесновским городским поселением, на юге — с территорией Сапожковского района.
Площадь Краснохолмского сельского поселения — 80,50 кв. км.

## Климат и природные ресурсы
Климат Краснохолмского сельского поселения умеренно континентальный с умеренно холодной зимой и тёплым летом. Осадки в течение года распределяются неравномерно.
Водные ресурсы представлены наличием трёх рек — Непложи, Ибреди и Лукмоса.
Сельское поселение расположено в зоне смешанных хвойно-широколиственных и широколиственных лесов. Почвы на территории поселения дерново-подзолистые.

## История
Образовано в результате муниципальной реформы 2006 г. на территории Краснохолмского сельского округа (центр Красный Холм) — с возложением административного управления на село Красный Холм.
В 2018 году включено в Задубровское сельское поселение.

## Население
| 2010 | 2012 | 2013 | 2014 | 2015 | 2016 | 2017 |
| ---- | ---- | ---- | ---- | ---- | ---- | ---- |
| 283  | ↘278 | ↗286 | ↘276 | ↘267 | ↘262 | ↘251 |
| 2018 |      |      |      |      |      |      |
| →251 |      |      |      |      |      |      |

## Административное устройство
Образование и административное устройство сельского поселения определяются законом Рязанской области от 07.10.2004 № 102-ОЗ.
Границы сельского поселения определяются законом Рязанской области от 28.12.2007 № 240-ОЗ.
В состав сельского поселения входят 4 населённых пункта
1. Краснохолмские Выселки (посёлок) — 0[13]
2. Красный Холм (село, административный центр) — 254[13]
3. Непложа (деревня) — 0[13]
4. Чембар (деревня) — 29[13]

## Экономика
По данным на 2015/2016 г. крупные промышленные и сельскохозяйственные предприятия на территории Краснохолмского сельского поселения отсутствуют.
Реализацией товаров и услуг занимаются 2 магазина.

## Социальная инфраструктура
На территории Краснохолмского сельского поселения действуют: 1 отделение почтовой связи, 1 фельдшерско-акушерский пункт (ФАП), Краснохолмская основная общеобразовательная школа (филиал Шиловской СОШ № 1), Дом культуры и библиотека.

## Транспорт
Основные грузо- и пассажироперевозки осуществляются автомобильным транспортом.